# Радзивилл, Анна Кристина
Анна Кристина («Тина») Радзивилл (англ. Anna Christina Radziwill; род. 18 августа 1960, Нью-Йорк) — польская аристократка и американский продюсер.

## Биография
Представитель литовско-польско-белорусского княжеского рода Радзивиллов герба «Трубы». Она является дочерью князя Станислава Альбрехта Радзивилла (1914—1976) и американской актрисы Кэролайн Ли Бувье (1933—2019).
Её крещение состоялось в июне 1961 года в Вестминстерском соборе в Лондоне. Среди гостей была её знаменитая тетя и первая леди США Жаклин Ли Кеннеди.
Анна Кристина — сестра покойного режиссёра Энтони Станислава Радзивилла (1959—1999), умершего от рака.
Она была замужем за Оттавио Арансио, профессором медицины Колумбийского Университета с 1999 по 2005 год.
Анна Кристина Радзивилл живёт в Нью-Йорке. Она — бывшая падчерица покойного кинорежиссёра Герберта Росса (1927—2007), который был женат на её матери с 1988 по 2001 год. Она работала ассистентом в его фильме «В истинном свете» (1991).
В 1999 году Тина Радзивилл сыграла саму себя в документальном короткометражном фильме «По эту сторону рая» режиссёра Йонаса Мекаса.